# Lido di Noto
Lido di Noto, 741 abitanti, 5 m s.l.m., è una frazione marinara del comune di Noto, da cui dista circa 5 km. Possiede una spiaggia di fine sabbia dorata e, nel periodo estivo, diventa la meta di villeggiatura di turisti e netini.
La borgata, fondata nel 1928, è ricca di stabilimenti balneari. Nel corso degli anni si è accresciuta di numerose villette così come di infrastrutture turistiche.